# Чернече (Черкасская область)
Чернече (укр. Чернече) — посёлок в Чигиринском районе Черкасской области Украины.
Население по переписи 2001 года составляло 229 человек. Почтовый индекс — 20900. Телефонный код — 4730.

## Местный совет
20901, Черкасская обл., Чигиринский р-н, г. Чигирин, ул. Б. Хмельницкого, 19